# Második Sejk Maskin-i csata
A második Sejk Masin-I csata a Szír Fegyveres Erők egyik offenzívája volt a szíriai polgárháború alatt, hogy biztosítsák a Daraát Damaszkusszal összekötő útvonalat és elfoglalják Sejk Maskin városát.

## A csata

### A 82. Dandár elfoglalása és a város lerohanása
December 27-én a Szír Hadsereg 5. Fegyveres Osztagának 15. Dandárja megtámadta Sejk Maskin keleti és északi széleit, ezzel kezdetét vette a város elfoglalásáért indított hadművelet. Az elkövetkező két napban az orosz légierő legalább 80 légi támadást mért a városra.
December 29-én a hadsereg Sejk Maskin keleti külvárosaiban elfoglalta a 82. Dandár katonai táborát valamint a város északi részét. Ezután a rossz időjárás miatt a kormányerők részben elvesztették a tábort, de éjszaka ismét visszafoglalták. Másnap a hadsereg tovább próbálkozott Sejk Maskin teljes bevételével, és annak keleti felét sikeresen megszerezte. Így már a település fele az ő ellenőrzésük alatt állt. Elfoglalták a város főterét és az ettől északra fekvő Al-Umari Mecsetet, és eközben a felkelők erősítést kértek maguknak. A Hadsereg előretörését az oroszok 15 légi támadással támogatták.
2016, január 2. és 4. Között a Hadsereg újabb előretörésekkel próbálkozott, miközben az oroszok 43 alkalommal támadták felülről a várost.

### A felkelők sikertelen ellentámadása
Január 5-én a felkelők ellentámadást indítottak a 82. Dandár bázisa ellen. Ugyanebben az időben a Nemzetvédelmi Erők által támogatott 15. Osztag továbbra is a várostól nyugatra fekvő Tel Hamad hegy felé haladt, de támadásuk sikertelenül zárult. Sejk Maskin 55-60%-a állhatott a kormány ellenőrzése alatt. Estére elhalt a felkelők ellentámadása. Másnap újult erővel indították meg a következő ellentámadást, és lerohanták a 82. Dandár laktanyájának deli bejáratait. Végül azonban ez a második támadáskísérlet is eredménytelenül zárult. Az Orosz Légierő aznap 12 légicsapást intézett a területek ellen.
Január 8-án a felkelők egy újabb, harmadik támadást indítottak a 82. Dandár laktanyája ellen, de ez a támadásuk is kudarcba fulladt. A rossz időjárás, a kiépített kerítéshálózat és az orosz légi támadások megakasztották a támadást. Ellenzéki források megerősítették, hogy a Sejk Maskin-i csata megindítása óta “jelentős anyagi és emberi veszteségeket” szenvedtek, de jelentéseik szerint újabb támadásra készültek, hogy megszerezzék maguknak a laktanyát.

### A hadsereg beveszi Sejk Maskirint
Január 9-én és 10-én Sejk Maskin ellen 33 légi támadást indítottak.
Január 11-én a hadsereg a város deli részén összesen 17 épületet foglalt el. Két nappal később az előbbieket 35 újabb követte, így már ők ellenőrizték  város deli részét, és Sejk Maskirin 80%-a volt az irányításuk alatt.
Január 23-24-én a hadsereg több mint 40 légi támadás után elfoglalta az Al-Zaheriyah iskolát és az azt övező épületeket, valamint Sejk Maskirin körzetében Al-Burj városát. Később a felkelők az iskolát sikeresen visszafoglalták. A hadsereg előre nyomulása tovább folytatódott, és a város több területén újabb pontokat foglaltak el. Ezek közé tartozott az Al-Bassam mecset, Diri egyes részei és Saydaliyat útjának nagyobb darabjai is.
Kormánypárti források szerint január 25-én újabb területeket foglaltak el, és így már a város 95%-a a kezükön volt. Ugyanez az arány az ellenzéki Szír Emberi Jogi Megfigyelő Szervezet szerint 70% körül volt. A harcok 08:30-kor kezdődtek, és a Szír Hadsereg 15. Dandárja hamarosan elfoglalta az Al-‘Umari mecsetet. A hadsereg Sejk Maskirin északnyugati agglomerációjában és magában a városban is sikereket ért el. A levegőből 25 alkalommal kaptak segítséget. A leghevesebb harcokra Diri környékén került sor. Diri elfoglalása után már csak két épülettömb maradt a felkelők kezén. A hadsereg újabb területszerzése lehetővé tette, hogy minden, a városból a környező területek felé vezető utakat ellenőrizhessenek. Sok felkelő elkezdte elhagyni a várost, leginkább Ibta' és Nawa irányába. 22:30-ra a hadsereg Sejk Maskinben minden felkelői ellenállást felszámolt. A csata végére a város 70%-a lakhatatlanná vált.